# HNLMS O 25
HNLMS O 25 (нід. Hr.Ms. O 25) — військовий корабель, підводний човен типу O 21 Королівського флоту Нідерландів та Крігсмаріне як U-D2 у роки Другої світової війни.
Підводний човен O 25 був закладений 10 квітня 1939 року на верфі компанії Wilton-Fijenoord у Роттердамі. 1 травня 1940 року він був спущений на воду, 8 червня 1941 року, вже після окупації німцями Нідерландів увійшов до складу Крігсмаріне, як UD-3, під командуванням досвідченого підводника часів Першої світової війни лейтенанта лінкора Германа Рігеле.

## Історія служби
1 травня 1940 року підводний човен був спущений на воду, а вже 10 числа, після вторгнення Німеччини, O 25 був затоплений у водосховищі Ньїве-Ватервег поблизу Роттердама, оскільки не було доступного буксира для буксирування човна до Великої Британії.
Німці підняли човен і добудувати його. 8 червня 1941 року він увійшов в експлуатацію Крігсмаріне як UD-3.
З червня по липень 1941 року UD-3 служив тренувальним підводним човном у Кілі, прикріплений до 3-ї флотилії. У червні його перевели до 5-ї флотилії також у Кілі, де використовували як навчальний човен.
З серпня 1941 року до вересня 1942 року підводний човен перебував на ВМБ у Лор'яні в окупованій Франції, де входив до 2-ї флотилії. У жовтні 1942 року UD-3 перевели в 10-ту флотилію також у Лор'яні, де човен служив до лютого 1943 року.
26 листопада 1942 року під час патрулювання біля західного узбережжя Африки UD-3 помітив і затопив норвезьке вантажне судно «Індра» (5041 BRT).
У березні 1943 року човен перейшов до Бергена в окупованій Норвегії і прикріплений до школи підводних човнів абверу для використання в якості навчального човна до жовтня 1944 року. 13 жовтня 1944 року UD-3 був виведений з експлуатації через зазнані внаслідок повітряного нальоту на Кіль пошкодження. 3 травня 1945 року човен був затоплений.

## Командири
- Корветтен-капітан Герман Рігеле (8 червня 1941 — 23 жовтня 1943)
- Оберлейтенант-цур-зее резерву Йоахім Зегер (24 жовтня 1943 — 13 жовтня 1944)